# Brinkum (Stuhr)
Brinkum ist ein Ortsteil der Gemeinde Stuhr (Landkreis Diepholz, Niedersachsen). Es ist mit etwa 10.000 Einwohnern Stuhrs einwohnerstärkster Ortsteil und verfügt über die stärkste wirtschaftliche Infrastruktur.

## Geografie
Brinkum liegt südlich von Bremen und grenzt unmittelbar und übergangslos an den Bremer Stadtteil Kattenesch. Die Grenze bildet hierbei der Fluss Ochtum. Im Norden grenzt Brinkum weiterhin an das Naturschutzgebiet Kladdinger Wiesen. Östlich der Bundesstraße 6 grenzt Brinkum an die Leester Marsch, welche zur Gemeinde Weyhe gehört. Im Südosten beziehungsweise Süden schließen sich die Weyher Ortsteile Leeste und Erichshof an. Im Südwesten grenzt Brinkum an den Stuhrer Ortsteil Seckenhausen, im Osten an das Landschaftsschutzgebiet Brinkumer Kronsbruch und im Westen an die zur selben Gemeinde gehörende Ortschaft Stuhrbaum.

## Geschichte
Als Kirchdorf von 1063 lag Brinscimibroch an der gemeinen Heerstraße, die hier die Ochtum auf einer schon 1297 bezeugten Brücke überschritt und nach Osnabrück bzw. Minden und Hannover führte. Die Leister, also das in einigen Dörfern südlich von Bremen beheimatete Frachtfuhrgewerbe, kamen nicht nur aus Leeste, sondern auch aus Brinkum. 1811 erfolgte der Chausseebau durch Napoleon (Bremen-Osnabrück). Von November 1832 bis 1837 lebte Friedrich Wagenfeld (1810–1846) als Hauslehrer in Brinkum und veröffentlichte von hier aus die angeblich von ihm aufgefundene phönizische Chronik des Sanchuniathon. Im Jahre 1912 ließ die Gemeinde eine Markthalle errichten.
Am 1. März 1974 wurde Brinkum in die Gemeinde Stuhr eingegliedert.
Brinkum feierte überdies im Jahr 2013 sein 950-jähriges Bestehen mit zahlreichen Veranstaltungen.

## Kultur und Sehenswürdigkeiten

### Baudenkmale
In der Liste der Baudenkmale in Stuhr sind für Brinkum vier Baudenkmale aufgeführt.
Anstelle der mittelalterlichen, 1384 erstmals erwähnten Kirche wurde 1842 von Friedrich August Ludwig Hellner die Kirche zum heiligen Kreuz als klassizistischer Saalbau errichtet.

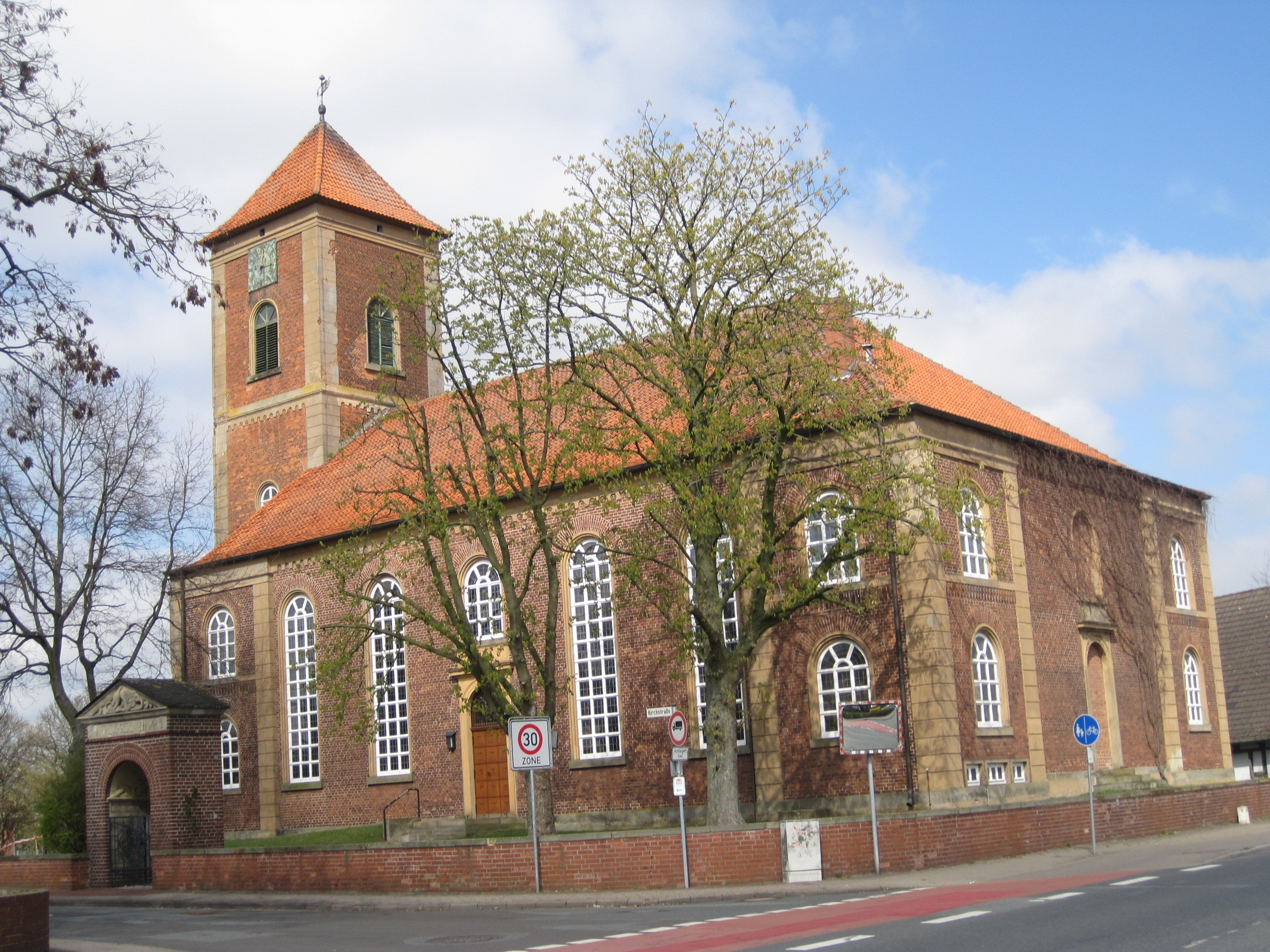
Kirche Zum Heiligen Kreuz
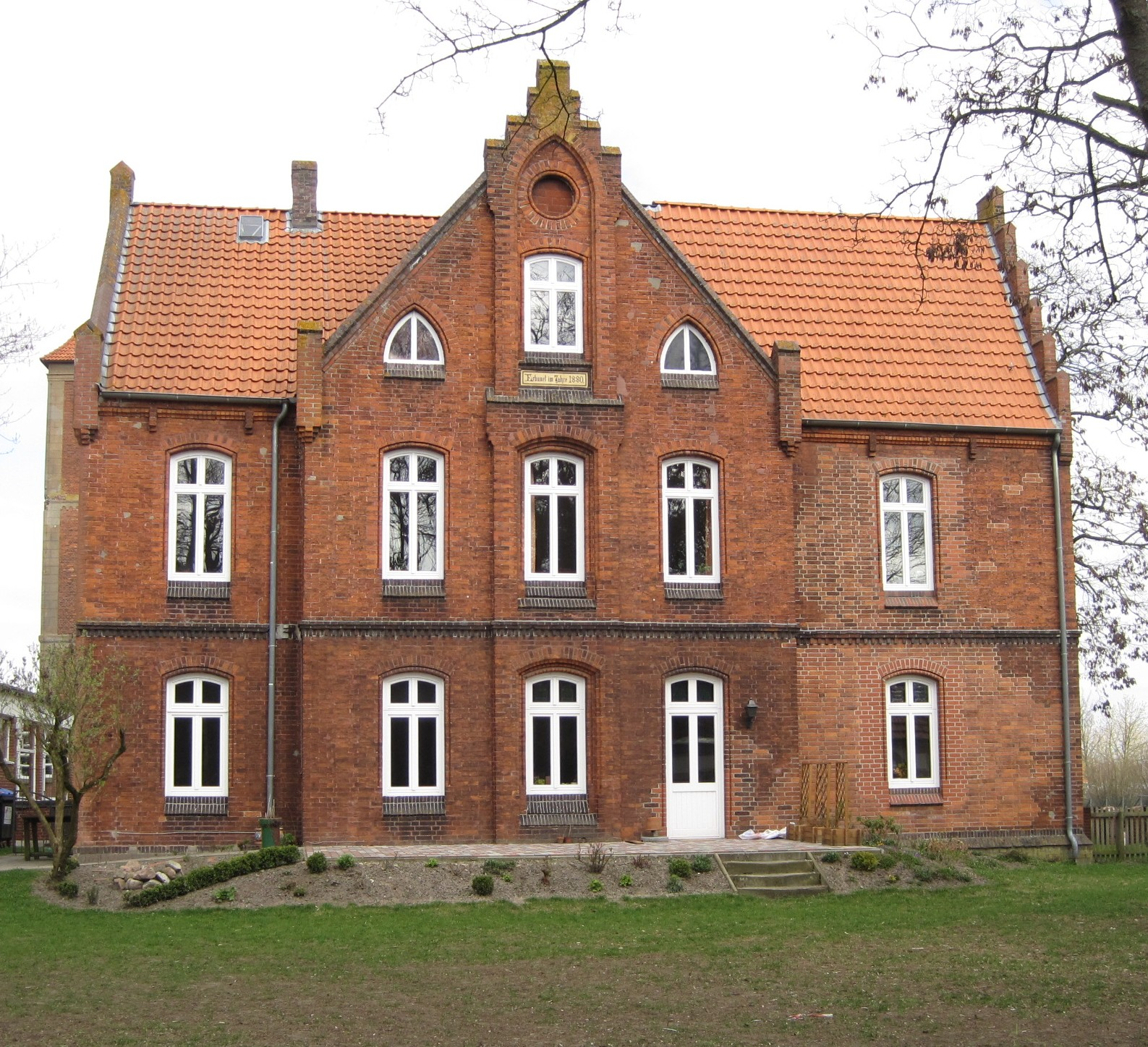
Altes Pfarrhaus v. 1883
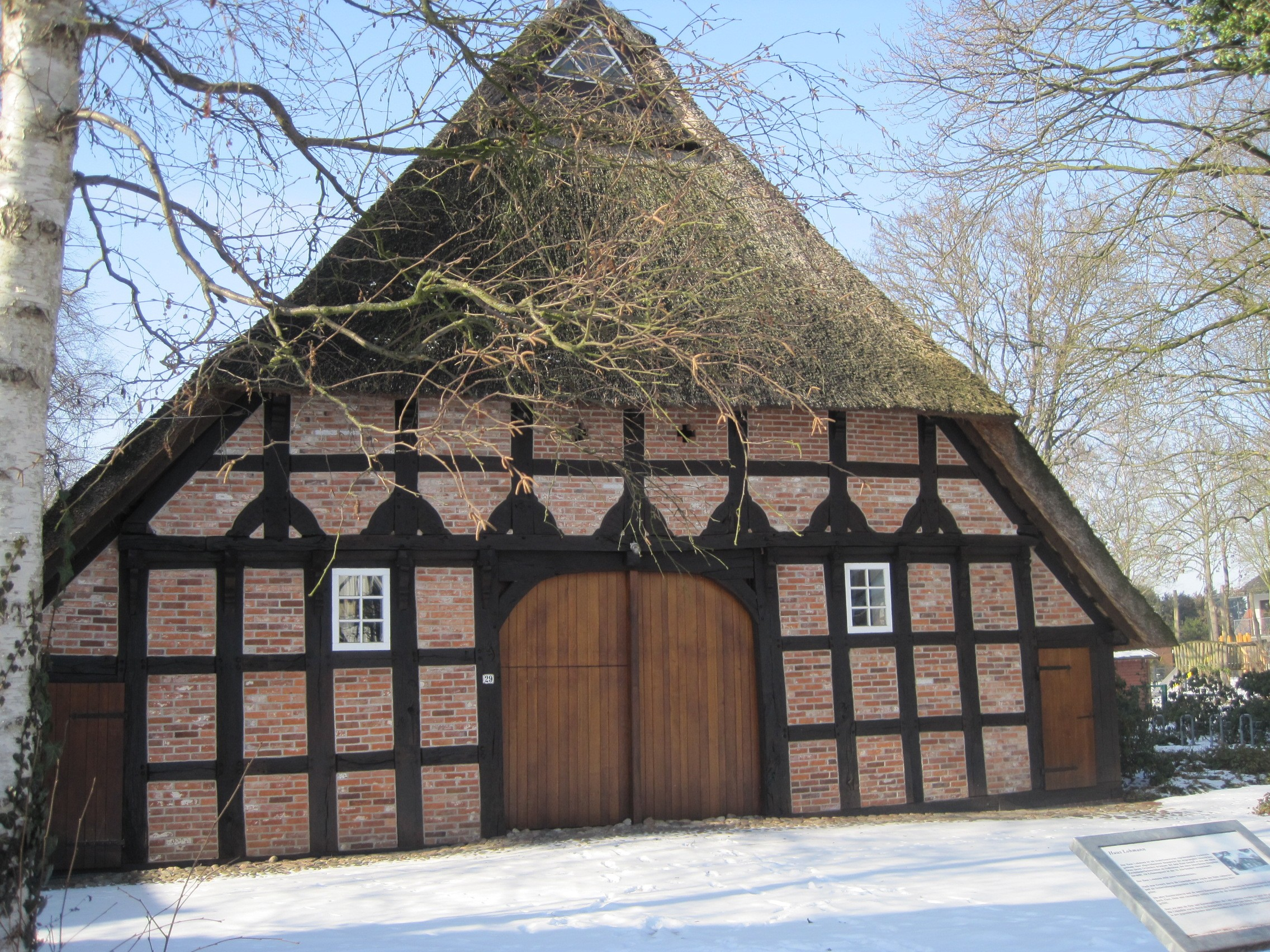
Haus der Frachtfahrerfamilie Lohmann
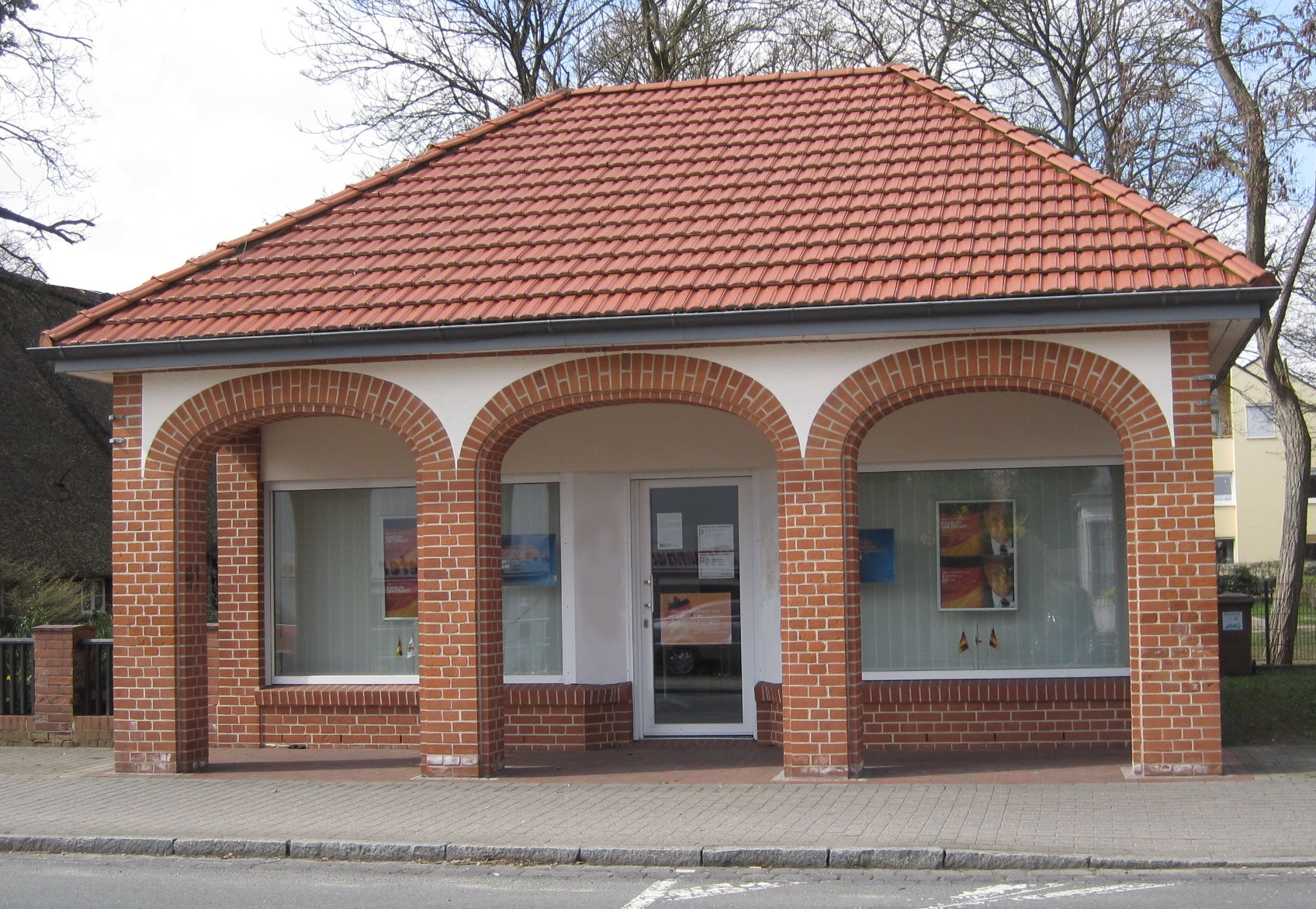
Altes Spritzenhaus v. 1913

## Infrastruktur

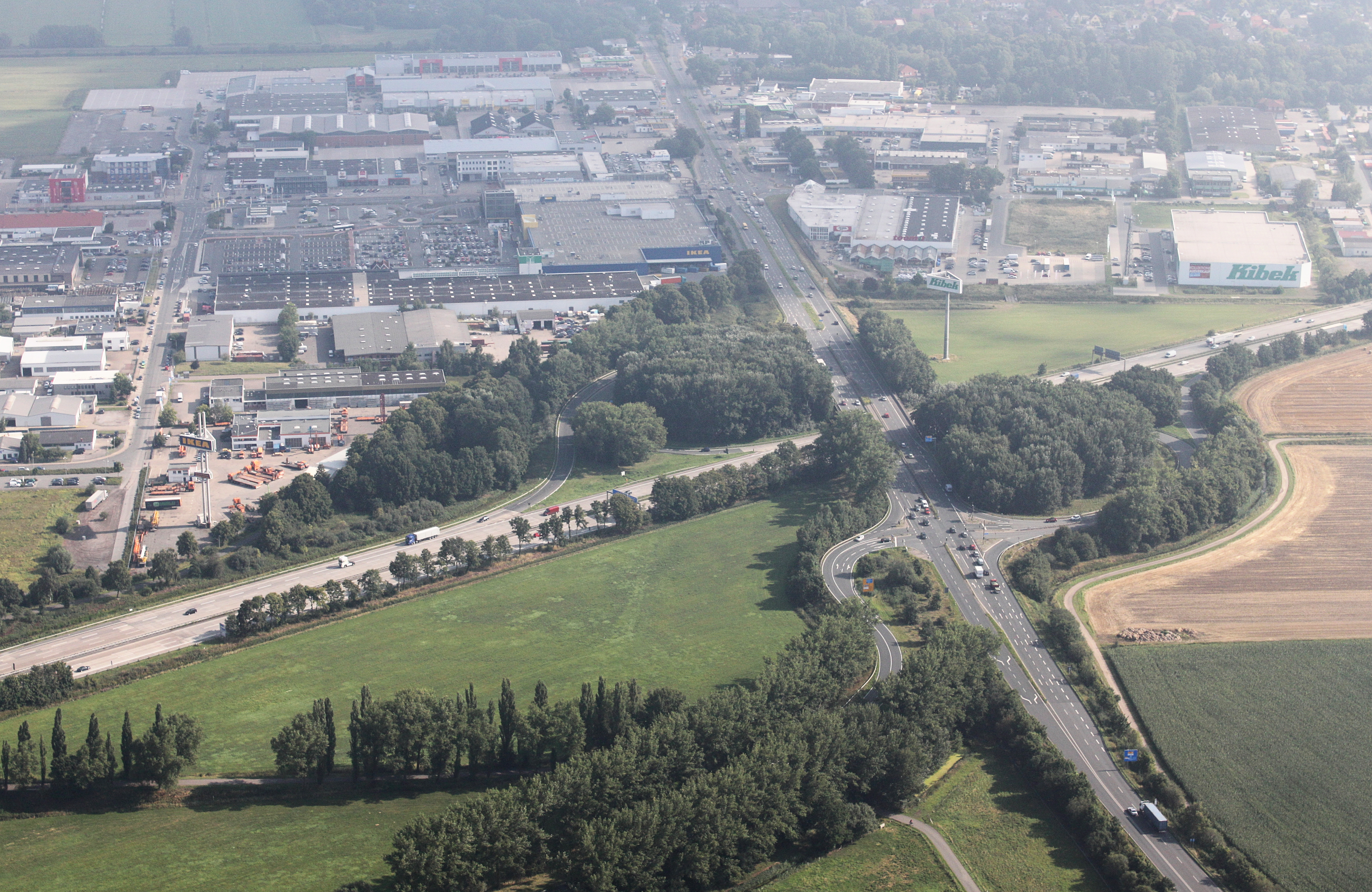
Gewerbegebiet Brinkum an der Anschlussstelle Bremen/Brinkum der A 1

### Verkehr
Der Ort ist mit einer eigenen Abfahrt an die Autobahn 1 angebunden.
Darüber hinaus ist der Flughafen Bremen in wenigen Minuten (<15) zu erreichen.
Mit dem Stadtbus 55 (halbstündlich, Hauptverkehrszeit alle 20 Minuten) erreicht man Bremen-Huchting mit Anschluss an die Straßenbahn (ca. 25 min.)
Mit den Regionalbussen erreicht man mehrmals stündlich Bremen-Zentrum in 20–25 min., mit Umstieg zur Straßenbahn 6 den Flughafen in ca. 30 min.
Durch den Ort verlief in Nord-Süd-Richtung die Bundesstraße 6, von der in der Ortsmitte die Bundesstraße 51 zur französischen Grenze, die ab der Grenze als Route nationale 61 bis nach Phalsbourg weiterlief, abzweigte. Beide Bundesstraßen wurden mittlerweile auf Umgehungsstraßen verlegt und der Abzweig der B 51 liegt jetzt am südlichen Ortsrand.

### Wirtschaft
Der Ortsteil Brinkum-Nord ist ein mittlerweile überregional bedeutsames Einzelhandelszentrum (Ikea, Decathlon, Teppich Kibek, Marktkauf, toom Baumarkt, zahlreiche Factory Outlets, mehrere Fastfood-Ketten). Daneben hat die rff Rohr Flansch Fitting Handels GmbH, einer der größten Arbeitgeber Stuhrs, ihren Hauptsitz in Brinkum-Nord. Im Ort sind mit der Zentrale des Zeitarbeitsunternehmens Bindan/Teccon (etwa 3500 Mitarbeiter), des Verpackungsmittelgroßhändlers BB-Verpackungen GmbH (über 120 Mitarbeiter), des Verpackungsmittelfachhändlers Kaminiski (über 100 Mitarbeiter), dem Hauptsitz des Reiseveranstalters Wolters Reisen (rund 150 Mitarbeiter) sowie des Fahrzeugbauers Eggers (mehr als 70 Mitarbeiter) namhafte Unternehmen vertreten.

### Bildung
Brinkum hat eine Grundschule sowie eine kooperative Gesamtschule mit 1550 Schülern und gymnasialer Oberstufe. Auch ist Brinkum Standort von Volkshochschule und Musikschule.

### Kirchen
Die evangelische Kirche Zum Heiligen Kreuz in Brinkum ist durch ihren Turm weithin sichtbar. Sie wurde in den Jahren 1948 bis 1955 wiederaufgebaut, nachdem sie im Zweiten Weltkrieg fast vollständig zerstört worden war. Außerdem gibt es in Brinkum eine katholische Kirche seit 1959, die Kirche Zum Heiligen Geist.

### Moschee
Seit 2004 besteht die Nasir-Moschee.

### Vereine

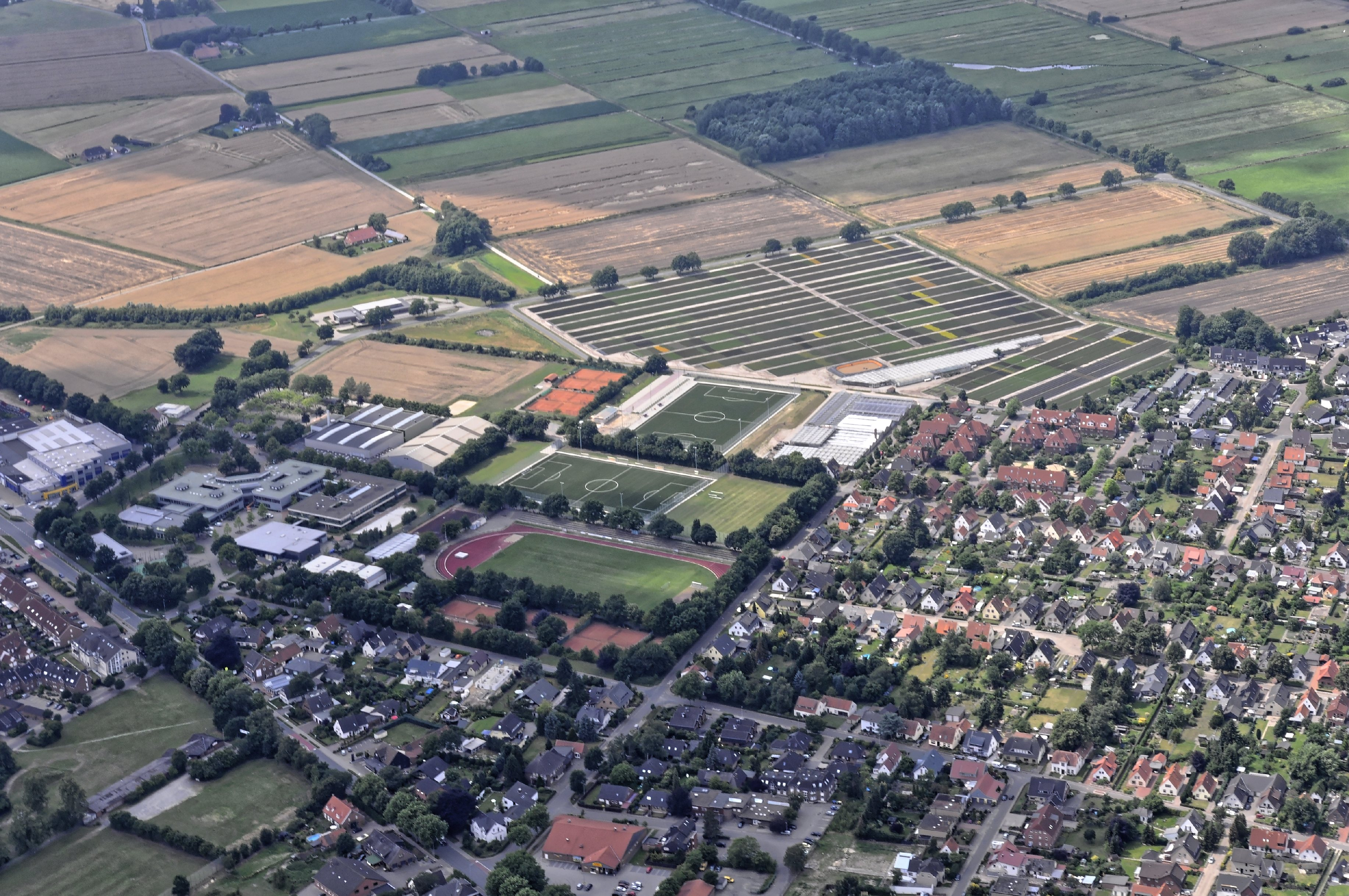
Das Sportgelände

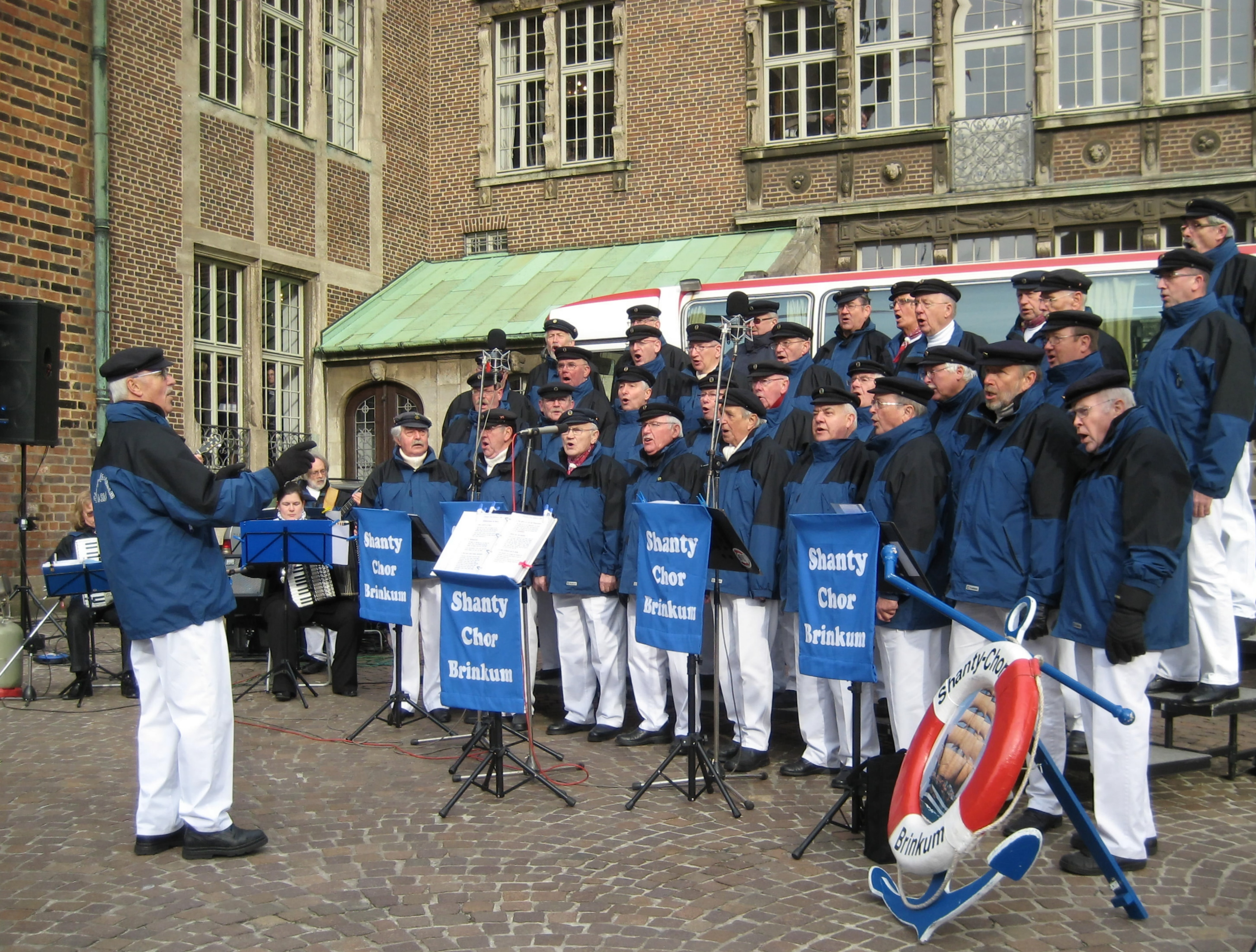
Der Shanty Chor Brinkum bei der 467. Schaffermahlzeit 2011 in Bremen

Brinkum pflegt einen jährlichen Sportaustausch mit Écommoy in Frankreich. Die größten Sportvereine sind der FTSV „Jahn“ Brinkum und der Brinkumer SV, dessen erste Herrenmannschaft in der Bremen-Liga (Fußball) spielt.
Weit über die Gemeindegrenzen hinaus bekannt ist der 1985 gegründete Shanty Chor Brinkum e. V., der beispielsweise öfter im Rahmen der Bremer Schaffermahlzeit auftritt und dort die eintreffenden Schaffer und deren internationale Gäste mit einem Konzert auf dem Bremer Grasmarkt beim Ostportal des Alten Bremer Rathauses begrüßt.

## Personen
- Friedrich Wagenfeld (1810–1846), Schriftsteller, arbeitete als Hauslehrer in Brinkum
- Konrad Steinhausen (1906–1964), war ab 1957 Bürgermeister von Brinkum
- Thomas Schaaf (* 1961), Fußballspieler, -trainer, lebt in Brinkum
- Benjamin von Stuckrad-Barre (* 1975), Schriftsteller, verbrachte seine ersten drei Lebensjahre in Brinkum
- Joris (* 1989), Musiker, wurde in Brinkum geboren